# SN 2008db
SN 2008db – supernowa typu Ia odkryta 13 czerwca 2008 roku w galaktyce NGC 50. W momencie odkrycia miała maksymalną jasność 14,50m.